# Choi Min-yong
Đây là một tên người Triều Tiên, họ là Choi.
Choi Min-yong (sinh ngày 20 tháng 4 năm 1977) là một diễn viên Hàn Quốc. Anh được biết nhiều nhất qua vai khá ấn tượng trong phim sitcom Gia đình là số một.

## Phim

### Truyền hình
| Năm  | Tên                                           | Vai           | Kênh        |
| ---- | --------------------------------------------- | ------------- | ----------- |
| 1996 | New Generation Report: Adults Don't Know      |               | KBS1        |
| 2001 | Stock Flower                                  | Kang Woo-hyuk | KBS2        |
| 2002 | Nonstop 3                                     | Choi Min-yong | MBC         |
| 2002 | Rustic Period                                 |               | SBS         |
| 2004 | Not Alone                                     | Min-yong      | SBS         |
| 2006 | Gia đình là số một                            | Lee Min-yong  | MBC         |
| 2007 | Finding Love                                  | Lee Kang-hyuk | MBC Every 1 |
| 2009 | Sunday Sunday Night - Rich Artifacts (Nodaji) | Himself       | MBC         |

### Điện ảnh
| Năm  | Tên            | Vai                |
| ---- | -------------- | ------------------ |
| 2011 | Life Is Peachy | Detective Min-yong |

Chương trình truyền hình
| Năm  | Chương trình        | Đài | Vai                      | Tập          |
| ---- | ------------------- | --- | ------------------------ | ------------ |
| 2016 | King of mask singer | MBC | Guest                    | 87           |
| 2017 | Infinity challenge  | MBC | Guest                    | 515          |
| 2017 | Happy Together      | KBS | Guest                    | 485          |
| 2017 | We got married      | MBC | Couple with Jang Do Yeon | 364- present |

## Giải thưởng và Đề cử
| Năm  | Giải                        | Thể loại                     | Đề cử              | Kết quả   |
| ---- | --------------------------- | ---------------------------- | ------------------ | --------- |
| 2007 | 1st Mnet 20's Choice Awards | Best Kiss (với Seo Min-jung) | Gia đình là số một | Đoạt giải |
| 2007 | MBC Entertainment Awards    | Popularity Award             | Gia đình là số một | Đoạt giải |